# Vestsjælland
Vestsjælland er den almindelige betegnelse for den vestlige del af Sjælland, der ikke hører til hverken Nordvestsjælland,[kilde mangler] Midtsjælland eller Sydsjælland. Indtil 1. januar 2007 hørte Vestsjælland under Vestsjællands Amt, hvilket ligeledes omfattede Nordvestsjælland og dele af Sydsjælland.[kilde mangler]
Således er Slagelse, Dianalund og Sorø beliggende i Vestsjælland, mens f.eks. Kalundborg, Holbæk og Nykøbing hører til Nordvestsjælland. Begrebet Vestsjælland opfattes oftest som bestående af Holbæk, Sorø, Kalundborg, Odsherred og Slagelse kommune. Områderne præges af en "Vestsjællansk kultur og accent". Det bakkede terræn i Vestsjælland omtales blandt lokale ofte som De Vestsjællandske Alper.
|  | Denne artikel om lokaliteten Vestsjælland kan blive bedre, hvis der indsættes et (bedre) billede. Du kan hjælpe ved at afsøge Wikimedia Commons for et passende billede eller lægge et op på Wikimedia Commons med en af de tilladte licenser og indsætte det i artiklen. |